# 尤寧鎮區 (堪薩斯州里帕布利克縣)
尤寧鎮區（英語：Union Township）為美國堪薩斯州里帕布利克縣轄下的鎮區。2010年美国人口普查中此鎮區人口有33人。

## 歷史
尤寧鎮區設立於1871年。

## 地理
尤寧鎮區涵蓋總面積為93.0平方（35.91平方英里），其中陸地面積為92.8平方（35.83平方英里），水域面積為0.21平方（0.08平方英里）或0.22%。海拔高度459（1,506英尺）。

## 人口統計
根據2010年美國人口普查，尤寧鎮區人口有33人，其中男性有19人，女性有14人，人口密度為每平方公里0.35人，住房計24戶。鎮區內的白人有33人，非裔美國人有0人，美洲原住民有0人，亞裔美國人有0人，太平洋島裔美國人有0人，其他種族有0人，混血種族則有0人。此外鎮區內有0人為西班牙裔或拉丁裔美國人。此鎮區之年齡中位數為52.6歲，而男性年齡中位數為52.5歲，女性年齡中位數為54歲。